# Atletika na Letních olympijských hrách 1900 – 100 metrů muži
 Běh na 100 metrů mužů na Letních olympijských hrách 1900 se uskutečnil  14. července v Paříži. 

## Výsledky finálového běhu
| *                | jméno          | země                   | čas  |
| ---------------- | -------------- | ---------------------- | ---- |
| Zlatá medaile    | Frank Jarvis   | Spojené státy americké | 11,0 |
| Stříbrná medaile | John Tewksbury | Spojené státy americké | 11,1 |
| Bronzová medaile | Stan Rowley    | Austrálie              | 11,2 |
| 4                | Arthur Duffey  | Spojené státy americké | DNF  |